# Paola, Malta
Paola (maltesiska: Raħal Ġdid, italienska: Casal Nuovo) är en stad och kommun i södra Malta. Den är ett kommersiellt centrum i södra Malta, omkring fem kilometer ifrån huvudstaden Valletta.
Orten är mest känd för det megalitiska tempel som finns på platsen, Hal Seflieni Hypogeum. Staden är döpt efter sin grundare, Antoine de Paule, men kallas ofta Raħal Ġdid, som betyder "nya staden" på maltesiska.